# Topnaar

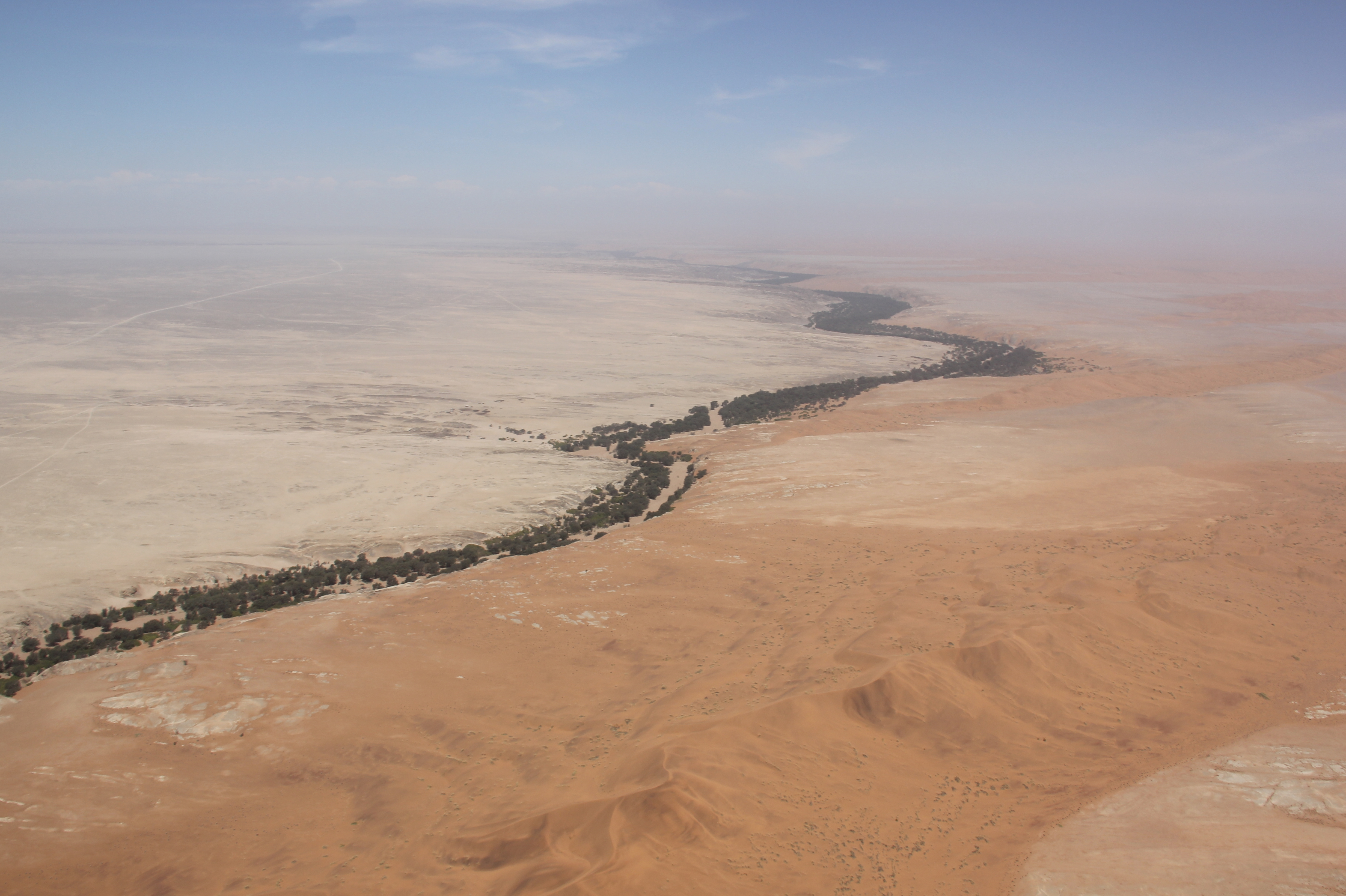
Der Kuiseb aus der Luft

Die Topnaar, eigentlich ǂAoninKlicklaut, sind ein Clan der Nama. Sie sind eine anerkannte traditionelle Gemeinschaft, die von einem traditionellen Führer, dem Kaptein, angeführt wird.
Die Topnaar siedeln am Kuiseb, hatten ihren Hauptsitz ehemals im Sandwich Harbour, und sind das einzige Volk das dauerhaft im Namib-Naukluft-Park leben darf. Hier sollen noch etwa 500 der insgesamt 1500 Topnaar leben. Ihre größte Ansiedlung ist Utuseb, das seit 1978 über eine Schule, zudem eine Klinik, jedoch keine weitere öffentliche Infrastruktur wie Abwasser, Trinkwasser und Strom verfügt.
Die Sprache des Clans, das Topnaar, gehört zu den Khoisansprachen (siehe auch Khoekhoegowab).
Topnaar bedeutet so viel wie Menschen des obersten Punktes.

## Geschichte

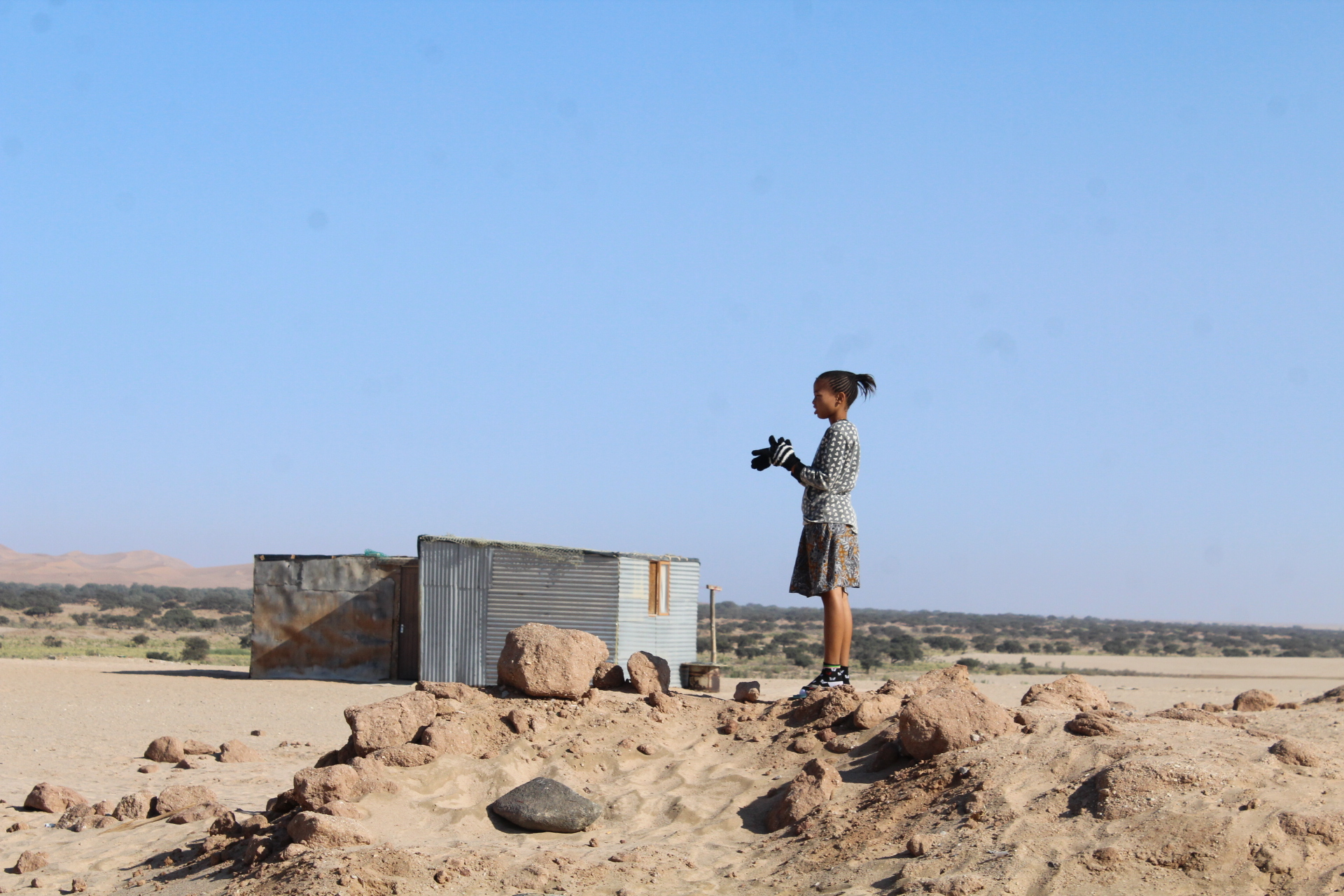
Topnaar-Mädchen

Die Geschichte der Topnaar soll bis 8000 Jahre zurückreichen. Es gibt verschiedene Theorien zu ihrer Herkunft.
So könnten sie zwischen 1820 und 1830 mit der Besiedlung am Kuiseb aufgrund seines flachen Grundwassers begonnen haben. Zunächst haben die Topnaar an der Mündung des Swakop im heutigen Swakopmund gesiedelt. Der Missionar Heinrich Schmelen soll um 1824 auf der Suche nach bewohnbarem Land erstmals Kontakt zu den Topnaar gehabt haben. Später zogen sie vor allem auch nach Rooibank.
Anderen Theorien nach sind sie womöglich vom Cape Fria aus dem hohen Norden Namibias an den Kuiseb gezogen. Oder sie siedelten bereits seit 2000 Jahren am Kuiseb und ernährten sich vor allem von dem, was der Atlantik ihnen bot. Vor etwa 1000 Jahren seien sie ins Inland gezogen und hätten sich dann der Viehwirtschaft gewidmet. Hierfür sprechen auch die Eigenbezeichnungen HurIìnin für Menschen der Küste bzw. ǃKhuisinin, Menschen des Kuiseb.

## Wirtschaft
Die Topnaar gelten als eines der ärmsten und am wenigsten entwickelten Völker Namibias. Wirtschaftlich sind sie als Gemeinschaft stark von dem ihnen zugesprochenen Kuiseb-Delta-Konzessionsgebiet abhängig, das vor allem touristische Einnahmen bringt. Die ǃNara-Melone gilt als Grundnahrungsmittel des Clans und spielt weiterhin eine wichtige Rolle. Zudem werden vor allem Ziegen zur Selbstversorgung gehalten.
Seit dem 3. Dezember 2021 gibt es mit der Topnaar Community Association eine durch den Staat ins Leben gerufene Organisation, die der Förderung der Topnnaar dient.